# Скоропись (шрифт)

Скоропись: примеры букв

Ско́ропись — вид кириллического письма, возникший из полуустава во второй половине XIV века, употреблявшаяся в частности в канцеляриях и частном делопроизводстве, из которой в начале XIX века появился современный рукописный шрифт.

## Особенности

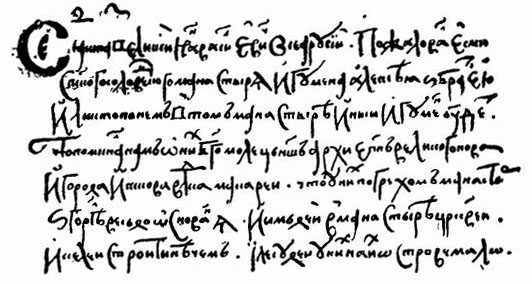
Жалованная грамота великого князя Ивана Васильевича Спасо-Преображенскому Соловецкому монастырю (1539)

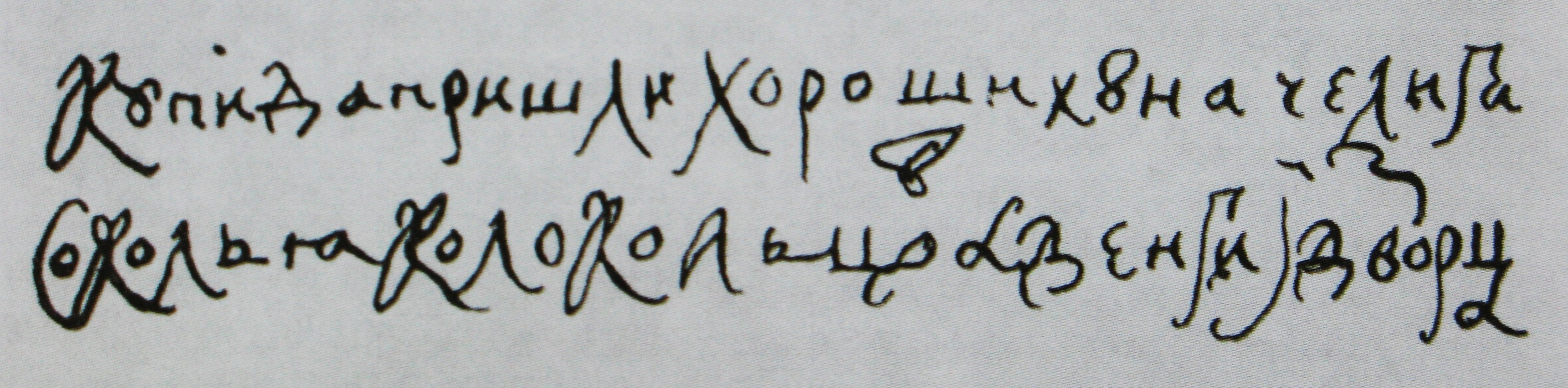
Типичная небрежная скоропись XVII в. на примере приписки в конце письма Алексея Михайловича (1657)

Характеризуется ярко выраженным каллиграфическим характером, округлостью букв, плавностью их написания, большим количеством росчерков, лигатур и сокращений. Обычно имеет мелкое очко строчных и длинные выносные элементы с росчерками, а также крупные прописные. Скоропись с трудом поддается переработке в наборную форму из-за большого количества росчерков и лигатур. Буквы скорописи, частично связанные меж собой, отличаются от букв других видов письма своим светлым начертанием. Буквы в значительной мере выполнялись с удлинениями.
Сравнительно с полууставом, скорописи присуще:
- сокращение слов;
- вынос букв наверх строки;
- пропуск этимологических -ъ, -ь;
- в целом упрощение правописания;
- отсутствие большого юса Ѫ, греческих букв, диакритических надстрочных значков придыхания и ударения;
- вариация форм букв, в зависимости от их соседства;
- отсутствие заглавных букв в топонимике, именах, фамилиях;
- соединение букв в слове;
- размашистые росчерки пера[2].

Каждый писец обладал своим почерком и некоторыми индивидуальными особенностями написания букв и их группировки. Поэтому для правильного прочтения необходимо сопоставлять неясные места с уже прочитанными частями того же текста. Это дополнительно осложняет чтение документов, написанных скорописью, и требует от исследователя специфических навыков, приобретаемых главным образом с практикой.

## Развитие
Вначале знаки были составлены главным образом из прямых линий, как это характерно для устава и полуустава. Во второй половине XVI века, а особенно в начале XVII века, основными линиями письма становятся полукруглые штрихи. Во второй половине XVII века, когда распространилось много разных вариантов письма, и в скорописи наблюдаются характерные для этого времени черты — меньше вязи и больше округлостей. В конце века круглые очертания букв стали ещё более плавными и декоративными. Скоропись того времени постепенно отдаляется от форм полуустава. В позднейшем периоде прямые и кривые линии приобретают равновесие, а буквы становятся более симметричными и округлыми. Унификация форм букв в XVIII—XIX вв. как в канцеляриях, так и школах привела в XIX в. к возникновению сегодняшнего рукописного шрифта.